# ۷ مه
۷ مه در تقویم گرگوری، صد و بیست و هفتمین (در سال‌های کبیسه صد و بیست و هشتمین) روز سال است. ۲۳۸ روز تا پایان سال باقی است.

## رویدادها
- ۱۸۲۴ - نخستین اجرای سمفونی شماره ۹ (کُرال)، اثر لودویگ فان بتهوون، در شهر وین
- ۱۹۴۶ - سازمان مهندسی مخابرات توکیو، که بعدها به سونی تغییر نام داد، با حدود ۲۰ کارمند تشکیل شد.
- ۱۹۹۹ - در طی سفر به رومانی، پاپ ژان پل دوم به‌عنوان نخستین پاپ، از یک کشور با مذهب ارتودوکس شرقی دیدن کرد.
- ۱۹۹۹ - خوائو برناردو وییرا رئیس‌جمهور گینه بیسائو بر اثر یک کودتای نظامی از قدرت کنار گذاشته و تبعید شد.
- ۲۰۰۰ - ولادیمیر پوتین رسماً به‌عنوان رئیس‌جمهور روسیه آغاز به کار کرد.
- ۲۰۱۷ - آغاز تظاهرات ضددولتی مردم فرانسه علیه سیاست‌های امانوئل مکرون پس اعلام برنده‌شدن وی در انتخابات ریاست‌جمهوری ۲۰۱۷ فرانسه

## زادروزها
- ۱۶۴۳ - پاتریارک نیکون مسکو، کشیش اهل روسیه. (درگذشت ۱۶۸۱)
- ۱۷۱۱ - دیوید هیوم، فیلسوف اسکاتلندی. (درگذشت ۱۷۷۶)
- ۱۷۴۸ - الیمپ دگوژ، نمایشنامه‌نویس، فعال سیاسی و طرفدار الغای برده‌داری فرانسوی. (درگذشت ۱۷۹۳)
- ۱۸۱۲ - رابرت براونینگ، شاعر و نویسنده انگلیسی. (درگذشت ۱۸۸۹)
- ۱۸۳۳ - یوهانس برامس، آهنگ‌ساز آلمانی. (درگذشت ۱۸۸۹)
- ۱۸۴۰ - پیوتر ایلیچ چایکوفسکی، آهنگ‌ساز روس. (درگذشت ۱۸۹۳)
- ۱۸۴۷ - آرچیبالد پریمروز، و نخست‌وزیر بریتانیا در سال‌های ۱۸۹۴ و ۱۸۹۵ بود. (درگذشت ۱۹۲۹)
- ۱۸۶۱ - رابیندرانات تاگور، برنده جایزه نوبل ادبیات، اهل بنگال هند. (درگذشت ۱۹۴۱)
- ۱۸۶۷ - ولادیسلاو ریمونت، برنده جایزه نوبل ادبیات، اهل لهستان. (درگذشت ۱۹۲۵)
- ۱۸۷۵ - ویلیام هویت، ورزشکار اهل ایالات متحده آمریکا. (درگذشت ۱۹۵۴)
- ۱۸۸۵ - جرج (گبی) هیز، بازیگر اهل ایالات متحده آمریکا. (درگذشت ۱۹۶۹)
- ۱۸۹۲ - آرچیبالد مک‌لیش، شاعر، نویسنده آمریکایی. (درگذشت ۱۹۸۲)
- ۱۸۹۲ - یوسیپ بروز تیتو، رئیس‌جمهور وقت یوگسلاوی. (درگذشت ۱۹۸۰)
- ۱۹۰۹ - گری کوپر، بازیگر اهل ایالات متحده آمریکا. (درگذشت ۱۹۶۱)
- ۱۹۰۹ - ادوین لند، دانشمند و مخترع آمریکایی. (درگذشت ۱۹۹۱)
- ۱۹۱۱ - ایشیرو هوندا، کارگردان ژاپنی. (درگذشت ۱۹۹۳)
- ۱۹۱۳ - سیمون رامو، دانشمند آمریکایی.
- ۱۹۱۷ - دیوید تاملینسون، هنرپیشهٔ اهل بریتانیا. (درگذشت ۲۰۰۰)
- ۱۹۱۹ - اوا پرون،  سیاست‌مدار و هنرپیشهٔ آرژانتینی. (درگذشت ۱۹۵۲)
- ۱۹۲۲ - درن مک‌گون، بازیگر اهل ایالات متحده آمریکا. (درگذشت ۲۰۰۶)
- ۱۹۲۳ - آن بکستر، بازیگر اهل ایالات متحده آمریکا. (درگذشت ۱۹۸۵)
- ۱۹۲۷ - روث پراور جابوالا، فیلم‌نامه‌نویس اهل بریتانیا. (درگذشت ۲۰۱۳)
- ۱۹۳۱ - ترزا برو، موسیقی‌دان آمریکایی. (درگذشت ۲۰۰۷)
- ۱۹۳۱ - جین وولف، نویسنده اهل ایالات متحده آمریکا.
- ۱۹۳۲ - پیت دومنیچی، سناتور آمریکایی.
- ۱۹۳۹ - جیمی رافین، موسیقی‌دان آمریکایی. (درگذشت ۲۰۱۴)
- ۱۹۳۹ - سیدنی آلتمن، زیستشناس کانادا.
- ۱۹۳۹ - روجرو دئوداتو، کارگردان، و هنرپیشه اهل بریتانیا.
- ۱۹۳۹ - رود لوبرس، سیاست‌مدار هلندی.
- ۱۹۳۹ - مارکو سنت جان، بازیگر آمیریکایی.
- ۱۹۴۳ - پیتر کری، رمان‌نویس استرالیایی.
- ۱۹۴۵ - کریستی مور، خواننده اهل ایرلند.
- ۱۹۴۵ - رابین استراسر، بازیگر اهل ایالات متحده آمریکا.
- ۱۹۴۶ - تلما هیوستون، موسیقی‌دان آمیریکایی.
- ۱۹۴۸ - سوزان اتکینز، تبهکار آمیریکایی. (درگذشت ۲۰۰۹)
- ۱۹۴۹ - مریلین کول، مانکن بریتانیایی.
- ۱۹۵۰ - تیم راسرت، خبرنگار ، روزنامه‌نگار و وکیل آمیریکایی. (درگذشت ۲۰۰۸)
- ۱۹۵۳ - مسلم گورسس، موسیقی‌دان اهل ترکیه. (درگذشت ۲۰۱۳)
- ۱۹۵۴ - امی هکرلینگ، هنرپیشه، کارگردان، تهیه‌کننده آمریکایی.
- ۱۹۵۶ - یان پتر بالکننده، سیاست‌مدار هلندی.
- ۱۹۵۶ - آن دادلی، موسیقی‌دان بریتانیایی.
- ۱۹۵۷ - ند بلامی، هنرپیشه اهل ایالات متحده آمریکا.
- ۱۹۶۱
  - فیل کمبل، نوازندهٔ گیتار الکتریک بریتانیایی.
  - هلن ماتووسیان، خوانندهٔ ایرانی- آمریکایی ارمنی‌تبار.
- ۱۹۶۴ - دنیس ماندارینو، موسیقی‌دان اهل برزیل.
- ۱۹۶۵ - نورمن وایتساید، بازیکن فوتبال بریتانیایی.
- ۱۹۶۹ - کاترینا مالیوا، تنیس‌باز اهل بلغارستان.
- ۱۹۷۱ - توما پیکتی، اقتصاددان فرانسوی.
- ۱۹۷۱ - ایوان سرگئی، بازیگر اهل ایالات متحده آمریکا.
- ۱۹۷۲ - جنیفر یو نلسون، کارگردان آمریکایی.
- ۱۹۷۴ - برکین میر، بازیگر آمریکایی
- ۱۹۷۴ - ایان پیرس، بازیکن فوتبال بریتانیایی
- ۱۹۷۶ - مایکل پی. مورفی، ستوان یگان ویژه نیروی دریایی ایالات متحده آمریکا. (درگذشت ۲۰۰۵)
- ۱۹۷۸ - شاون ماریون، بسکتبالیست اهل ایالات متحده آمریکا.
- ۱۹۸۷ - جرمی منز، بازیکن فوتبال فرانسوی.
- ۱۹۹۲ - الکساندر لودویگ، بازیگر کانادایی.
- ۲۰۰۰ - ماکسول پری کاتن، بازیگر آمریکایی.